# Saint-Pargoire

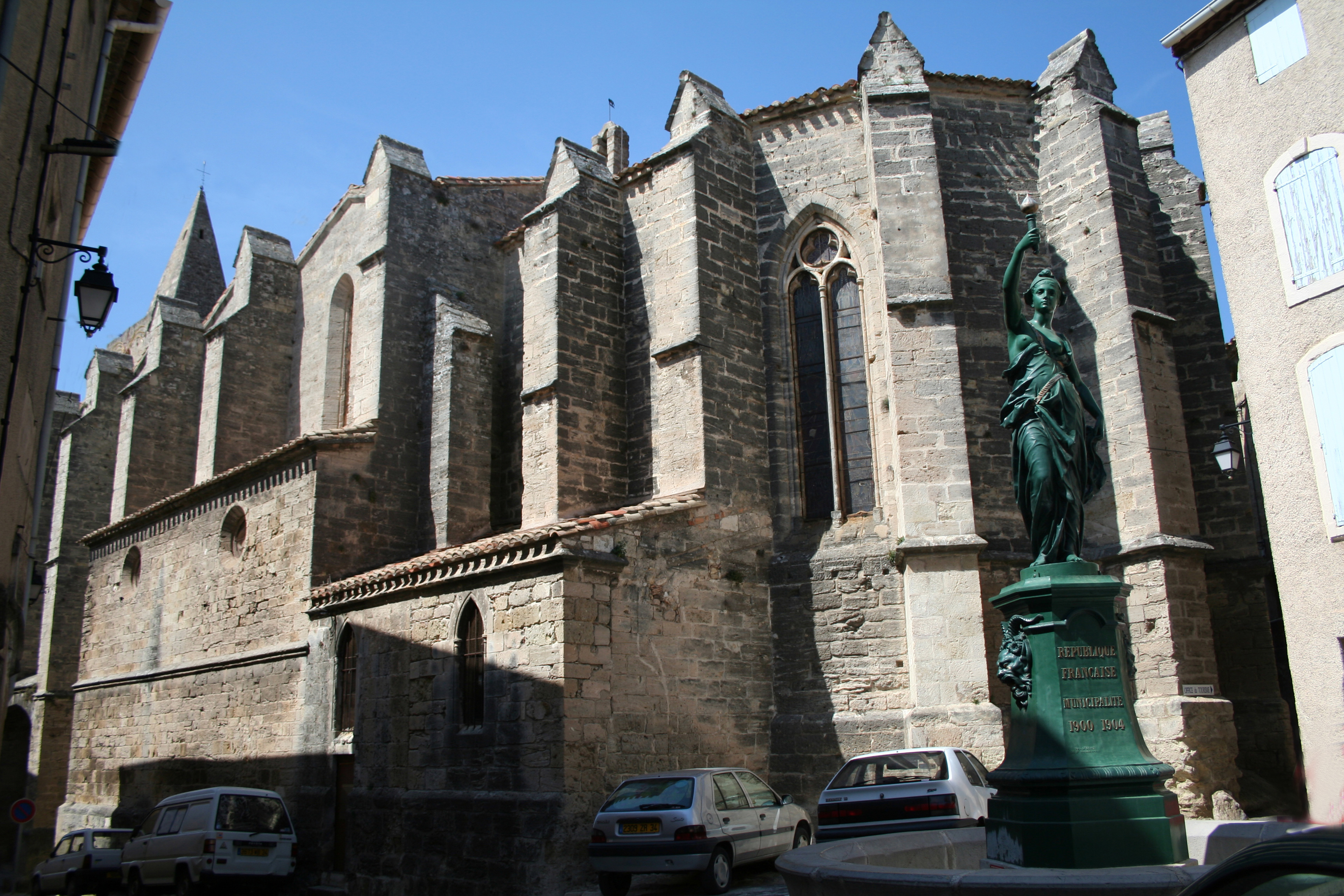
Kościół w Saint-Pargoire, 2007

Saint-Pargoire – miejscowość i gmina we Francji, w regionie Oksytania, w departamencie Hérault.
Według danych na rok 1990 gminę zamieszkiwały 1252 osoby, a gęstość zaludnienia wynosiła 53 osoby/km² (wśród 1545 gmin Langwedocji-Roussillon Saint-Pargoire plasuje się na 291. miejscu pod względem liczby ludności, natomiast pod względem powierzchni na miejscu 300.).

## Populacja

Populacja Saint-Pargoire w latach 1962-2008